# Tolštejn
Tolštejn (tyska: Tollenstein) är en kulle i Tjeckien.   Den ligger i regionen Ústí nad Labem, i den norra delen av landet, 90 km norr om huvudstaden Prag. Toppen på Tolštejn är 670 meter över havet.